# Старо-Щедринская
Старо-Щедри́нская (Старощедри́нская) — станица в Шелковском районе Чеченской Республики.
Административный центр и единственный населённый пункт Старо-Щедринского сельского поселения.

## География
Станица расположена на левом берегу реки Терек к западу от районного центра станицы Шелковской, южнее автомобильной дороги Р262 Ставрополь—Крайновка (участок Червлённая—Кизляр). Севернее станицы проходит также железнодорожная линия Северо-Кавказской железной дороги (северо-восточнее расположен разъезд Щедринский).
Ближайшие сёла и станицы: на севере — станица Ново-Щедринская, на юге — село Брагуны, на северо-востоке — село Коби, на востоке — посёлок Парабоч, на юго-западе — станица Червлённая-Узловая.

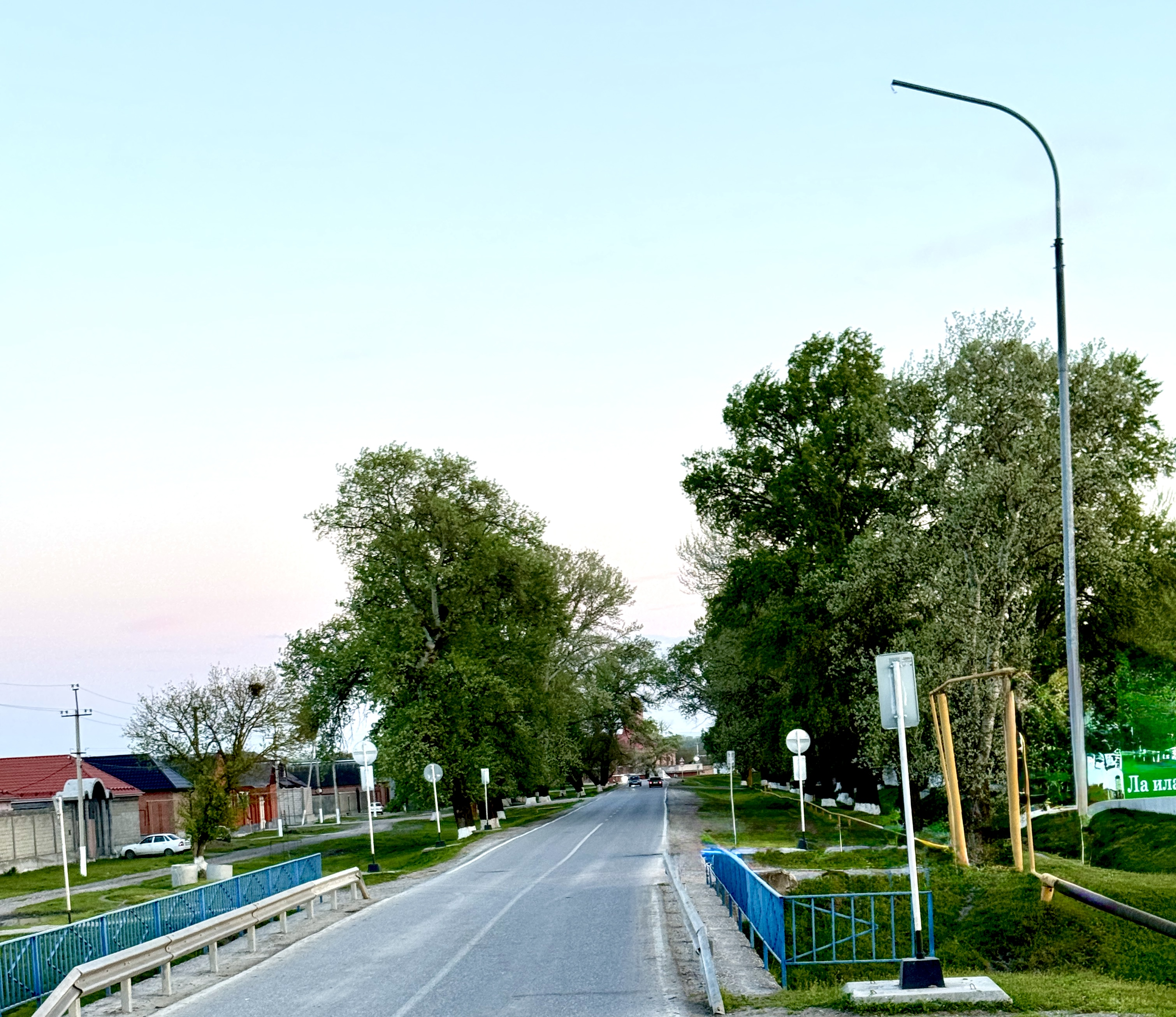
У въезда.

К северу от Старо-Щедринской, кроме крупных транспортных магистралей, проходит также несколько оросительных каналов — Червлёнский коллектор, Шелковской коллектор, Щедринский канал. Западнее станицы они соединяются с крупным каналом Наурско-Шелковская ветвь. С восточной стороны станицы, между Червлёнским и Шелковским коллекторами и Щедринским каналом на севере и Тереком на юге, расположен протяжённый лесной массив — Парабочевский заказник (посёлок Парабоч находится у северо-восточной границы заказника). Доминантой западной части заказника, примыкающей к станице Старо-Щедринской, является курган Обливной (36,2 м над уровнем моря). Юго-восточнее станицы, с правого берега Терека, находится устье Сунжи — основного правого притока Терека.

## История
Согласно местным преданиям, нашедшим своё отражение в ЭСБЕ, станица основана в 1567—1569 годах. Позднее в станице обосновались гонимые с Дона раскольники (около 1688 года), они жили в союзе с местными горскими племенами, под покровительством шамхала Тарковского (вероятно, имеется в виду прежде всего шамхал Будай II), и даже якобы сами делали набеги на Дон, разоряя верные Московскому государству казачьи поселения.
В письменных источниках в качестве года основания станицы Щедринской (Щадринской) указываются более поздние даты — 1711 год (переселение гребенских казаков с правого на левый берег Терека, формирование Гребенского казачьего войска), 1725 год (заселение станиц Курдюковской (Кордюковской), Старогладковской, Червлённой, Щедринской), 1824 год.
Станица входила в Гребенской казачий полк Кавказского линейного казачьего войска, затем в Кизлярский отдел Терской области. По состоянию на 1874 год в станице было 380 дворов при 2148 жителях, проживали православные, старообрядцы, мусульмане-сунниты (вероятно, гребенские татары, основная масса которых проживала в станице Новогладковской, куда, по некоторым данным, татары переселялись в том числе и из Щедринской, где они жили ранее), имелась православная церковь, у станицы был отдельный хутор с почтовой станцией. Недалеко от Щедринской, на почтовой дороге в сторону станицы Шелковской, находились развалины, называемые Некрасовской крепостью — по имени Игната Некрасова, одного из активных участников Булавинского восстания и предводителя некрасовцев, который, по преданиям, бывал в Щедринской. Жители станицы занимались хлебопашеством, садоводством и виноделием, в поселении было 4 винокуренных завода, 15 торгово-промышленных заведений, училище, церковно-приходская школа.
С начала 1990-х годов наблюдалась массовая миграция русских из населённых пунктов Шелковского района, в том числе и из Старощедринской, в связи с ухудшением экономической ситуации и разгулом преступности. Уже к середине 1993 года, по отдельным сообщениям, в Старощедринской осталось всего 6-7 казачьих семей. В то же время, из-за оползней в горных районах Чечни, прежде всего, в Ножай-Юртовском районе, руководством Чеченской Республики была начата программа переселения чеченского населения из пострадавших сёл (Симсир, Зандак, Ножай-Юрт, Даттах, Гиляны) на территорию Шелковского района (станицы Бороздиновская, Дубовская, Каргалинская, Старощедринская, село Коби). По некоторым данным, Старощедринская была заселена бывшими жителями села Зандак.
В районе станицы происходили боестолкновения в ходе Первой (см., например: Осокин, Евгений Анатольевич) и Второй чеченских войн.
В 2005—2006 годах Старощедринская, наряду с рядом других населённых пунктов Шелковского района (Коби, Старогладовская, Шелковская, Шелкозаводская, Гребенская, а также село Кулары Грозненского района) являлась очагом заболевания неизвестной этиологии (выдвигались версии отравления и психического заболевания).

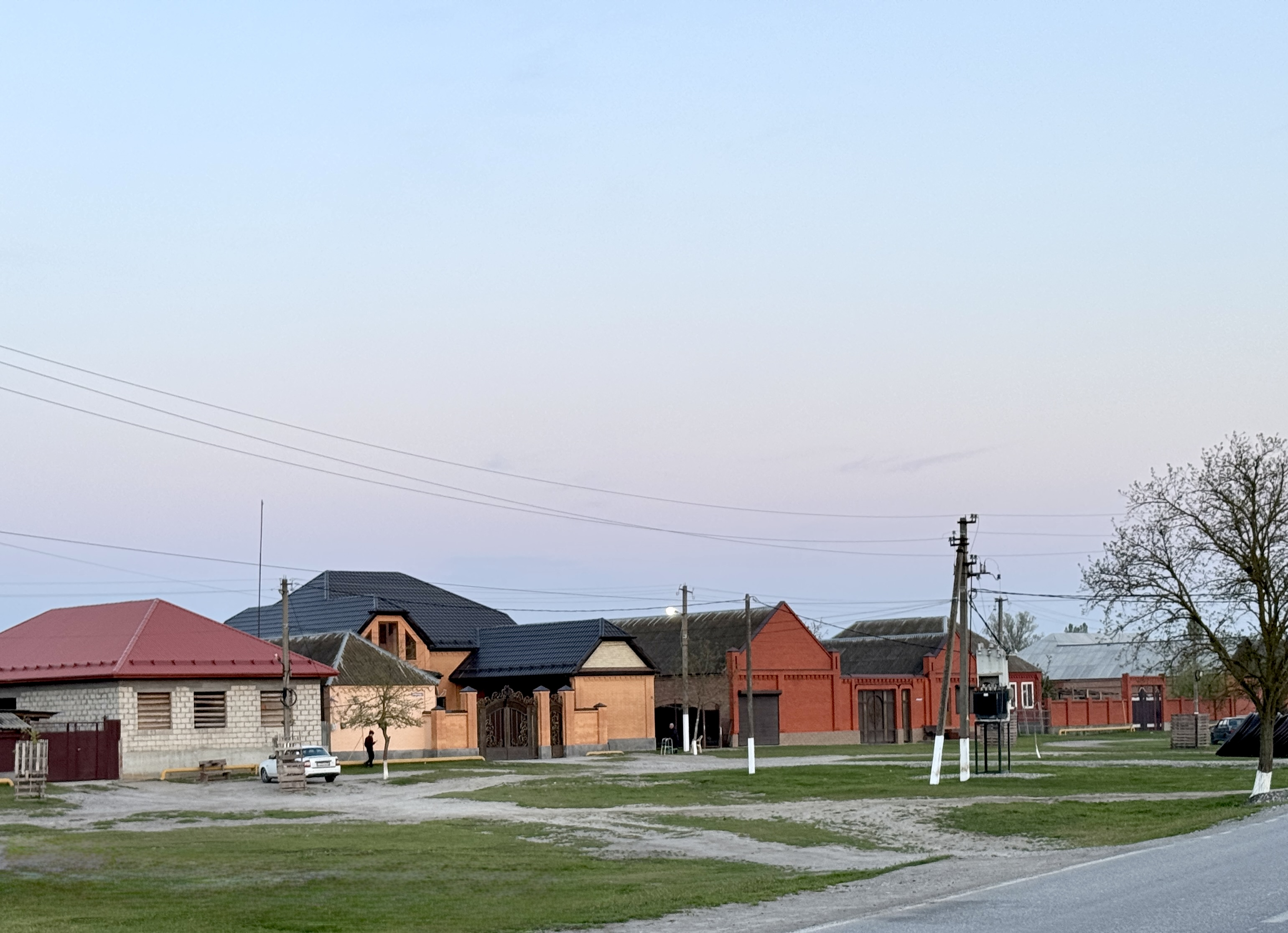
улица в Старощедриновской.

Вариант названия Старо-Щедринская (через дефис, а не слитно, как ранее) закреплён законом Чеченской Республики о создании муниципальных образований на территории Шелковского района.

## Население
| 1878  | 1883  | 1926  | 1990  | 2002  | 2010  | 2012  | 2013  | 2014  |
| ----- | ----- | ----- | ----- | ----- | ----- | ----- | ----- | ----- |
| 2148  | ↗2279 | ↘1370 | ↗1601 | ↗2041 | ↗2173 | ↗2232 | ↗2318 | ↗2387 |
| 2015  | 2016  | 2017  | 2018  | 2019  | 2020  | 2021  | 2023  | 2024  |
| ↗2460 | ↗2480 | ↗2509 | ↗2581 | ↗2629 | ↗2646 | ↘2567 | ↗2609 | ↗2638 |

Национальный состав населения станицы по данным Всероссийской переписи населения 2010 года:
| Народ   | Численность, чел. | Доля от всего населения, % |
| ------- | ----------------- | -------------------------- |
| чеченцы | 2159              | 99,36 %                    |
| другие  | 14                | 0,64 %                     |
| всего   | 2173              | 100,00 %                   |

## Образование
- Старощедринская муниципальная средняя общеобразовательная школа[32].

## Известные уроженцы
- Авдаков, Николай Степанович — русский предприниматель, горный инженер.
- Урчукин, Флегонт Михайлович — генерал-майор.
- Скороходов Владимир Степанович (20.06.1881) — войсковой старшина. Участник русско-японской и Первой мировой войн, командовал 1-й Терской казачьей батареей, награждён Георгиевским оружием. Участник 1-го Кубанского Ледяного похода.
- Медяник Никита Львович (08.09.1897) — хорунжий, участник Первой мировой войны и Белого движения. В эмиграции с 1920 года.